# سوزي مولوني
سوزي مولوني (بالإنجليزية: Susie Moloney)‏ (27 فبراير 1962)؛ روائية كندية.